# 小宮圭子
小宮 圭子（こみや けいこ、1947年（昭和22年） - ）は、日本のソプラノ歌手。四国二期会正会員。元徳島文理大学音楽学部非常勤講師。武蔵野音楽大学音楽学部卒業。徳島県阿波市出身。

## 経歴
徳島県阿波市出身。徳島県立阿波高等学校卒業。高校卒業後は武蔵野音楽大学音楽学部声楽コースに進学し、大学を卒業後は四国二期会に所属した。
四国二期会では1996年（平成8年）の「カルメン」と「フィガロの結婚」、1997年（平成9年）の「魔笛」でそれぞれ音楽監督を務め、「カヴァレリア・ルスティカーナ」のサントゥッツァ役などでオペラに出演した。
また徳島文理大学音楽学部非常勤講師や徳島県立名西高等学校芸術科講師などを務めたほか、徳島県内で日本クラシック音楽コンクール等の審査員や合唱団の指導を務めた。